# Aulacomnium stolonaceum
Aulacomnium stolonaceum là một loài rêu trong họ Aulacomniaceae. Loài này được Müll. Hal. mô tả khoa học đầu tiên năm 1900.